# Milan Records
La Milan Records è un'etichetta discografica fondata da Emmanuel Chamboredon nel 1978 a Los Angeles, in California, specializzata in colonne sonore e in musica elettronica.
Negli anni ottanta, Milan Entertainment fu divisa in Editions Milan Music e Editions Jade, etichetta specializzata in musica classica. La Milan Records fu prima stabilita in New York, per poi essere trasferita a Los Angeles.
Editions Jade divenne Jade Music e una terza sub-etichetta nota come Chicooligan, diventò il marchio su cui vengono pubblicati album in vinile.